# اورمانکول
اورمانکول (به لاتین: Urmankul) یک منطقهٔ مسکونی در روسیه است که در باشقیرستان واقع شده‌است.